# Vidnava
Vidnava (pl. Windawa, niem. Weidenau) – miasto w Czechach, na Śląsku Czeskim, w kraju ołomunieckim, w północnej części okresu Jeseník, na Przedgórzu Paczkowskim (cz. Žulovská pahorkatina).
Według danych z 1 stycznia 2024, liczba mieszkańców miasta wynosi 1194 osoby (1265. miejsce w kraju wśród miejscowości; 567. miejsce wśród miast).

## Historia

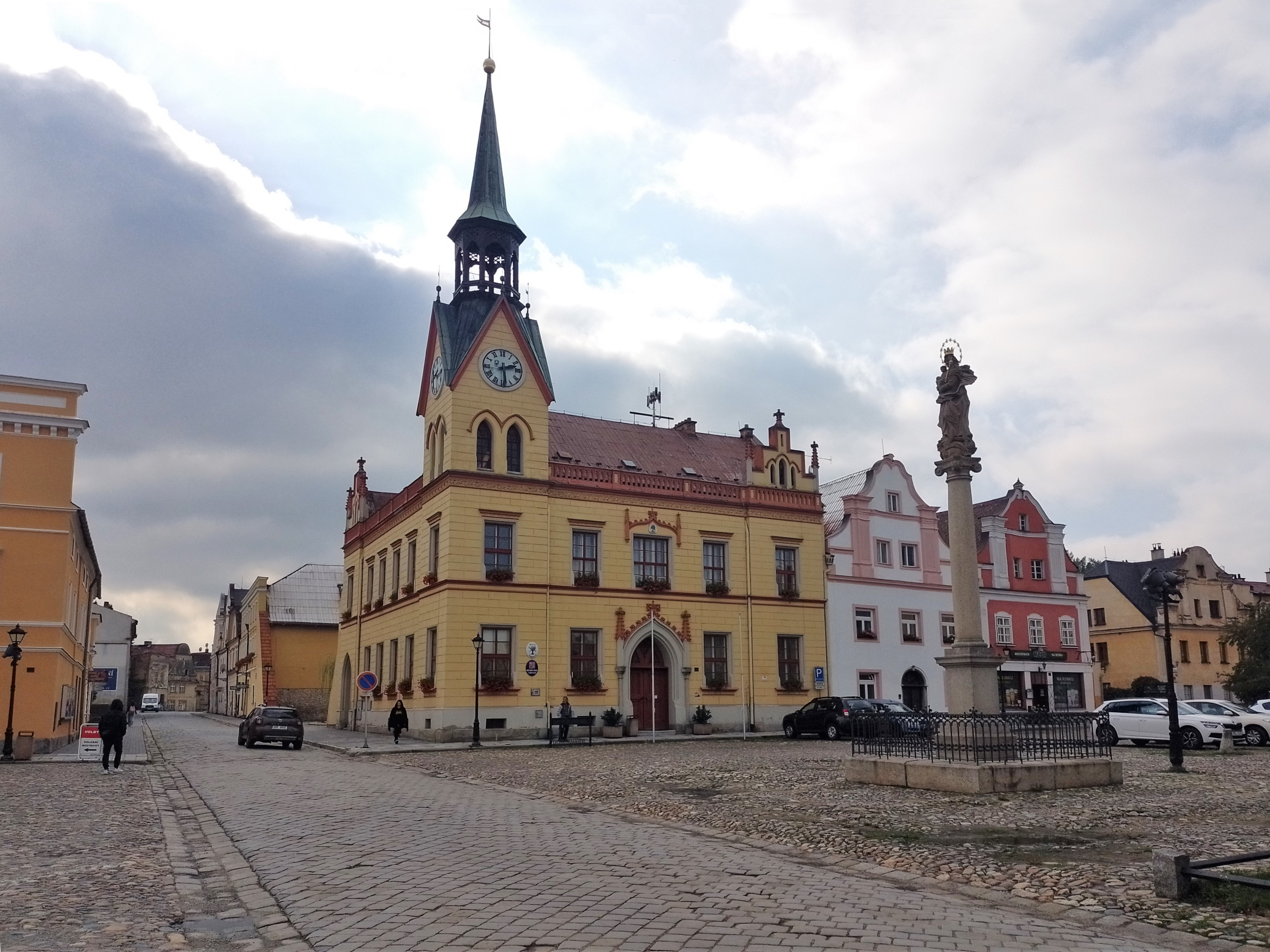
Rynek z ratuszem

Pierwsza pisemna wzmianka pochodzi z roku 1266.
10 października 2006 roku Vidnava odzyskała prawa miejskie.

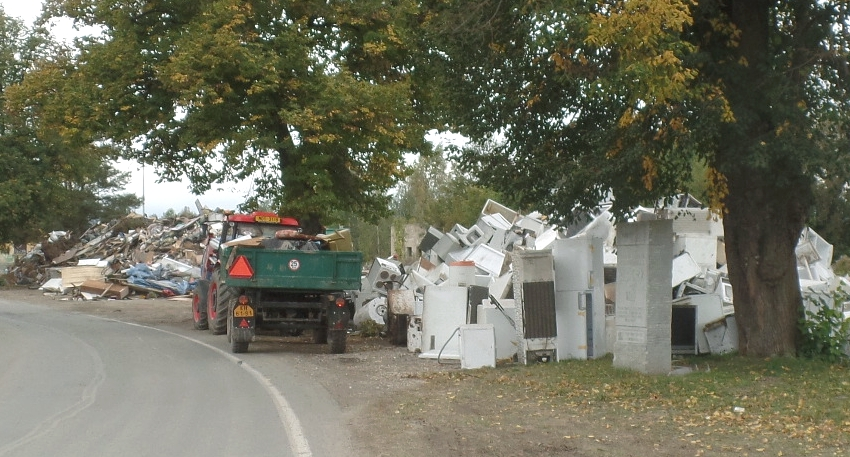
Składowisko sprzętu zniszczonego przez powódź w 2024 r.

Miasto zostało zalane i znacznie ucierpiało w wyniku powodzi w 2024 r.

## Opis
Miasto położone jest tuż przy granicy z Polską, najbliższym polskim miastem jest Otmuchów.
W mieście znajdują się m.in.
- kościół św. Katarzyny,
- kościół św. Franciszka z Asyżu,
- Grób i pomnik ofiar pochodu śmierci,
- figura św. Jana Nepomucena na rynku
- słup z figurą Panny Marii Immaculaty przy drodze,
- słup z figurą Panny Marii na rynku,
- wójtostwo
- budynek dawnego seminarium duchownego diecezji wrocławskiej

W pobliżu miasta znajduje się wzgórze z grupką skał Smolný vrch.

## Demografia
| Rok             | 2008 | 2016 | 2024 |
| --------------- | ---- | ---- | ---- |
| Liczba ludności | 1405 | 1283 | 1194 |

## Podział

### części gminy
- Krasov
- Nová Malá Kraš
- Stachlovice
- Vidnava

### gminy katastralne
- Vidnava (425,42 ha)

## Osoby urodzone w Vidnavie
- Friedrich Gesierich (1893-1952), malarz i grafik[7]